# Église Saints-Pierre-et-Paul de Starotcherkasskaïa
Pour les articles homonymes, voir Église Saints-Pierre-et-Paul.
L’église Saints-Pierre-et-Paul (en russe : Храм Петра и Павла ou Петропавловская церковь) est une église orthodoxe de Starotcherkasskaïa (oblast de Rostov, Russie) consacrée aux saints Pierre et Paul. De style baroque ukrainien,  le bâtiment actuel a été érigé de 1749 à 1751 après l’incendie de 1744.

## Histoire
La première mention d’une petite église en bois consacrée à Pierre et Paul à Tcherkassk remonte à 1692. À la suite de l’incendie dévastateur de 1744, l’impératrice Élisabeth Ire envoie des ouvriers (maçons et décorateurs) à l’ataman Efremov afin de reconstruire l’église. En 1751 elle est inaugurée.
En 1753, le futur ataman Matveï Platov est baptisé dans l’église Saints-Pierre-et-Paul (une plaque commémorative est posée en août 2013).
Les soviétiques ferment l’église qui se dégrade lentement. Dans les années 1970, elle n’a plus de coupole et le clocher n’existe plus. Des travaux de restauration sont engagés à partir de 1975 et reprennent en 2004. En 2008 la restauration est terminée.